# Asherton, Texas
Asherton là một thành phố thuộc quận Dimmit, tiểu bang Texas, Hoa Kỳ. Năm 2010, dân số của xã này là 1084 người.

## Dân số
- Dân số năm 2000: 1342 người.
- Dân số năm 2010: 1084 người.